# British Museum (metropolitana di Londra)
British Museum è una stazione fantasma della Linea Central della metropolitana di Londra, situata fra le moderne stazioni di Holborn e Tottenham Court Road.

## Storia
La stazione fu aperta il 30 luglio 1900 dalla Central London Railway (CLR, oggi linea Central) e prese il nome dal vicino British Museum. L'ingresso era al n. 133 di High Holborn, vicino all'incrocio con New Oxford Street. Nel dicembre 1906, la stazione di Holborn fu aperta dalla Great Northern, Piccadilly and Brompton Railway (GNP&BR, oggi linea Piccadilly), a meno di 100 metri di distanza. Malgrado fossero state costruite e venissero gestite da compagnie separate, era comune all'epoca per le ferrovie metropolitane progettare le linee e collocare le stazioni in modo da consentire gli interscambi tra diversi servizi. Questo era già stato fatto da altre linee che si connettevano con le stazioni della CLR di Oxford Circus e di Tottenham Court Road, ma una stazione di collegamento non fu costruita dalle due compagnie perché l'allineamento del tunnel verso la stazione di British Museum non sarebbe stato compatibile con l'estensione della linea della GNP&BR verso la sua stazione di Strand (in seguito ribattezzata Aldwych). Inoltre l'incrocio tra High Holborn e la nuova strada di Kingsway, appena aperta, era una collocazione più adatta per una stazione rispetto a quella scelta dalla CLR.
Inizialmente venne preso in considerazione il progetto di un sottopassaggio che collegasse le due stazioni, ma l'idea era ostacolata dalla complessità dei tunnel nella zona. La stazione di Holborn era sotto tutti gli aspetti collocata in una posizione migliore rispetto a British Museum, dato che aveva migliori connessioni con le linee tranviarie (era presente una fermata della linea tramviaria sotterranea che passava nel tunnel sotto Kingsway, oggi chiuso). Una proposta per allargare i tunnel, in modo da creare nuove piattaforme per la CLR alla stazione di Holborn e abbandonare la stazione di British Museum, fu sottoposta al Parlamento nel novembre 1913 ma lo scoppio della guerra bloccò l'inizio dei lavori. Questi vennero infine eseguiti come parte della modernizzazione della stazione di Holborn all'inizio degli anni trenta, quando le scale mobili vennero installate al posto degli ascensori. La stazione di British Museum chiuse il 24 settembre 1933 e le nuove piattaforme della stazione di Holborn aprirono il giorno seguente.
La stazione fu in seguito usata fino agli anni sessanta come ufficio amministrativo militare e posto di comando di emergenza, ma è attualmente completamente inutilizzata e non più accessibile dalla superficie. L'edificio della stazione è stato demolito nel 1989. Le piattaforme sono state rimosse e il piano del tunnel abbassato a livello dei binari. Questa parte del tunnel è ora utilizzata come deposito di materiali per la manutenzione e può essere vista dal finestrino dei treni di passaggio.
Subito dopo la chiusura, si diffuse la voce che la stazione abbandonata fosse infestata dal fantasma della mummia di un faraone, proveniente dal vicino British Museum. Un giornale offrì un premio in denaro a chi si fosse offerto volontario per trascorrere una notte nella stazione. Apparentemente nessuno si presentò a reclamare la ricompensa.

## Nella cultura di massa
Nel romanzo di Neil Gaiman Nessun dove, sebbene il protagonista maschile Richard Mayhew affermi che non esiste una stazione denominata "British Museum", deve ricredersi quando il suo treno vi si ferma. I due personaggi principali percorrono in seguito un passaggio immaginario che conduce dalla stazione abbandonata fino al museo.
La stazione è menzionata nel film horror Non prendete quel metrò del 1972, la cui trama include una famiglia di cannibali, discendenti da un gruppo di operai rimasti bloccati nel sottosuolo in epoca vittoriana durante i lavori di costruzione della metropolitana. Il rifugio dei cannibali è situato in una stazione denominata "Museum", che nel corso di una conversazione tra due personaggi viene descritta come situata tra le stazioni di Holborn e British Museum.